# Live in Rio
Live in Rio é o terceiro álbum de vídeo do grupo musical mexicano RBD, gravado em 8 de outubro de 2006 no estádio do Maracanã na cidade do Rio de Janeiro, no Brasil durante a turnê Tour Generación RBD, para 45 mil pessoas, sendo lançado em 2 de fevereiro de 2007 pela gravadora EMI, em parceria com a SBT Music.
O material áudio visual conta com canções dos dois primeiros álbuns de estúdio do RBD, o Rebelde (2004) e o Nuestro Amor (2005), além da primeira apresentação de "Ser O Parecer", primeiro single do terceiro álbum de estúdio do grupo, Celestial (2006). O RBD tornou-se o primeiro artista de língua espanhola a se apresentar no local.

## Antecedentes
Em 3 de fevereiro de 2006, o RBD desembarcou pela primeira vez no Brasil para divulgar seu primeiro álbum de estúdio, Rebelde (2004). No dia seguinte, o grupo ofereceu um pocket show no estacionamento do supermercado Extra, em São Paulo. Segundo a organização do evento, eram esperadas aproximadamente duas mil pessoas, mas o público foi três vezes superior. No local, havia sido improvisado um palco, e o RBD chegou a cantar duas canções, no entanto, após tumultos, o evento foi cancelado. Três pessoas, entre elas duas crianças, morreram, e outras quarenta ficaram feridas. Após o ocorrido, o grupo, que iria participar do programa de televisão Domingo Legal do SBT, cancelou todos os compromissos no país naquela ocasião e retornou ao México, onde gravavam a telenovela Rebelde.
Em junho, o RBD confirmou que retornaria ao Brasil em setembro para realizar 6 shows. O evento foi organizado pela empresa Roptus e Mondo Entretenimento, em parceria com a gravadora do grupo, a EMI Music. As duas primeiras ficaram responsáveis pelo transporte dos equipamentos e venda ingressos, enquanto que a editora discográfica ficou responsável pelo grupo em si. Mais tarde, foi confirmada outras 6 cidades brasileiras. No dia 11 de setembro de 2006, a Mondo confirmou que o concerto que se realizaria em Salvador, na Bahia, seria cancelado por motivos de logística, o RBD se apresentaria na Arena Fonte Nova. A última cidade a ser confirmada foi São Paulo, pois a produção da digressão estava preocupada com o fato ocorrido em fevereiro daquele ano.

## Gravação e lançamento

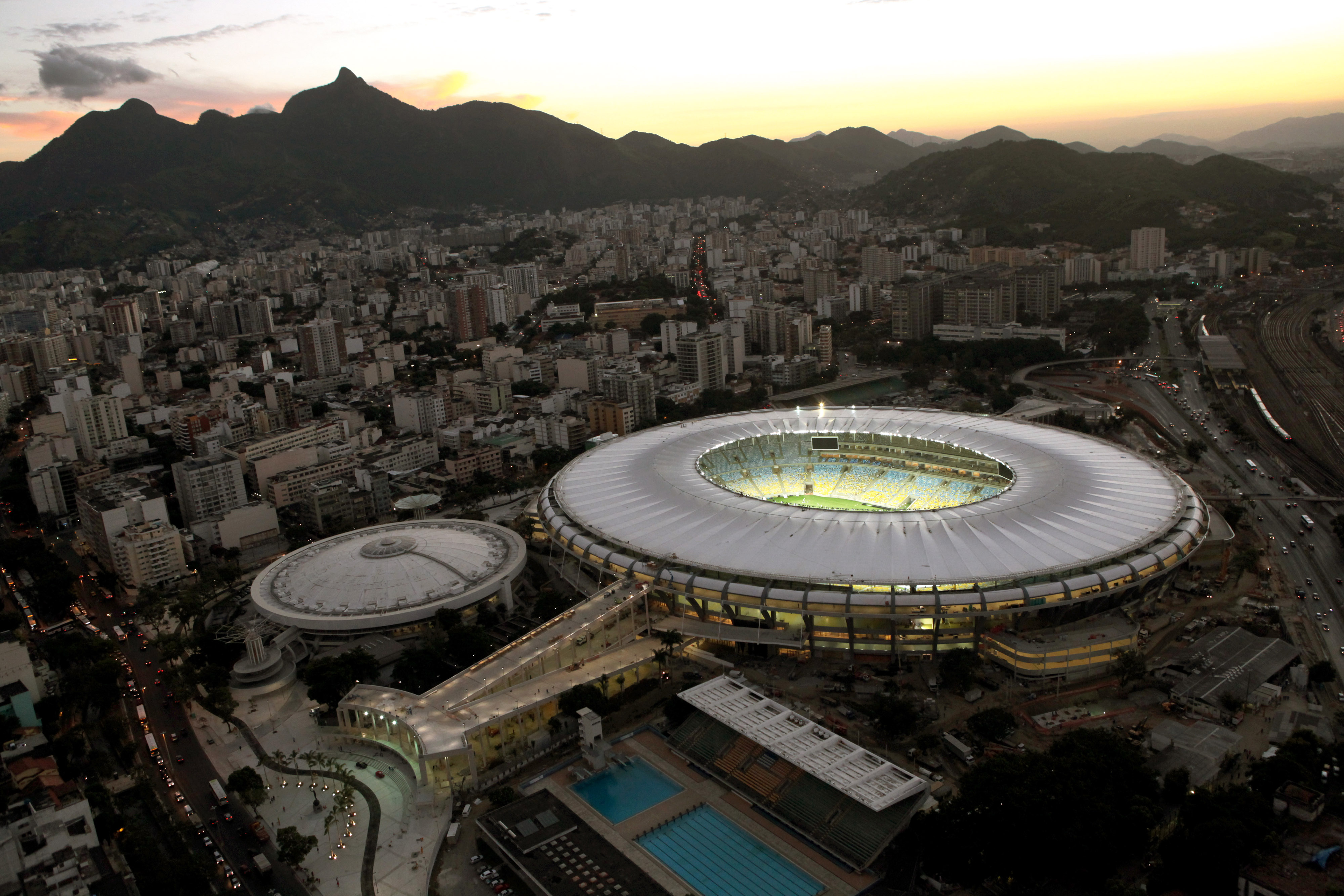
Vista aérea do estádio do Maracanã, local da gravação.

O show marca o encerramento da Tour Brasil — etapa brasileira da turnê mundial Tour Generación RBD — sendo a última das 13 apresentações, realizadas em 12 capitais brasileiras, entre elas: Manaus, Belém, Fortaleza, Recife, Vitória, Curitiba, Belo Horizonte, Porto Alegre (dois shows), Goiânia, Brasília, São Paulo e Rio de Janeiro. Esta turnê foi considerada em 2006 pelo jornal Folha de S.Paulo a maior turnê de um artista internacional até então executada no país.
O concerto foi realizado e gravado no dia 8 de outubro de 2006 no estádio do Maracanã, no Rio de Janeiro, Brasil, para cerca de 45 mil expectadores. A apresentação foi filmada por 27 câmeras gravando simultaneamente, com duas adicionais flutuando no alto por um helicóptero. O encerramento do show contou com a participação da escola de samba Mocidade Independente de Padre Miguel, com o samba-enredo "O Grande Circo Místico".
O repertório do show é composto pelas músicas dos dois primeiros álbuns de estúdio do RBD, Rebelde (2004) e Nuestro Amor (2005), além da estreia da canção inédita "Ser O Parecer", de seu terceiro álbum, Celestial, que seria lançado em novembro daquele ano. O RBD foi o primeiro artista de língua espanhola a realizar um show no estádio do Maracanã. O disco foi oficialmente lançado apenas em DVD no dia 2 de fevereiro de 2007 no Brasil e em 20 de março de 2007 foi colocado à venda nos Estados Unidos e México.
O membro do RBD, Alfonso Herrera recomendou o projeto, acrescentando que "É um DVD maravilhoso, tive a oportunidade de dar uma espiada, é impressionante, desde o local até como o show foi feito, é incrível, os fogos de artifício, é impressionante", enquanto, a colega de banda, Maite Perroni definiu-o como um concerto cheio de paixão, amor e mencionou a recepção calorosa do público brasileiro, argumentando; "acabamos dançando samba, ficamos muito felizes com todo o público, a verdade é que tem havido muitas, muitas experiências como aquela, foi um momento muito bonito". Após 16 anos de seu lançado, o DVD Live in Rio foi lançado oficialmente pela primeira vez nas plataformas digitais em 21 de julho de 2023.

## Lista de faixas
| N.º            | Título                                                                                      | Duração |  |
| 1.             | "Abertura"                                                                                  | 0:51    |  |
| 2.             | "Rebelde"                                                                                   | 3:33    |  |
| 3.             | "Santa No Soy"                                                                              | 3:08    |  |
| 4.             | "Así Soy Yo"                                                                                | 3:00    |  |
| 5.             | "Feliz Cumpleaños"                                                                          | 2:54    |  |
| 6.             | "Enséñame"                                                                                  | 4:17    |  |
| 7.             | "Qué Fue del Amor"                                                                          | 3:29    |  |
| 8.             | "Cuando El Amor se Acaba"                                                                   | 3:34    |  |
| 9.             | "Una Canción"                                                                               | 3:58    |  |
| 10.            | "Este Corazón"                                                                              | 3:27    |  |
| 11.            | "Solo Para Ti"                                                                              | 4:04    |  |
| 12.            | "Me Voy"                                                                                    | 4:24    |  |
| 13.            | "Sálvame"                                                                                   | 9:01    |  |
| 14.            | "Tenerte y Quererte"                                                                        | 3:44    |  |
| 15.            | "Apresentação da Banda"                                                                     | 7:44    |  |
| 16.            | "No Pares"                                                                                  | 5:34    |  |
| 17.            | "A Tu Lado"                                                                                 | 4:10    |  |
| 18.            | "Fuera"                                                                                     | 6:00    |  |
| 19.            | "Sólo Quédate en Silencio"                                                                  | 3:44    |  |
| 20.            | "Qué Hay Detrás"                                                                            | 3:47    |  |
| 21.            | "Un Poco de tu Amor"                                                                        | 5:36    |  |
| 22.            | "Aún Hay Algo"                                                                              | 3:38    |  |
| 23.            | "Tras de Mí"                                                                                | 5:06    |  |
| 24.            | "Ser O Parecer"                                                                             | 3:42    |  |
| 25.            | "Nuestro Amor"                                                                              | 3:53    |  |
| 26.            | "Rebelde (Versão rock, em português)"                                                       | 3:44    |  |
| 27.            | "Encerramento: Samba da Mocidade: O Grande Circo Místico/Citação da Música: Sou Brasileiro" | 8:48    |  |
| Duração total: | Duração total:                                                                              | 118:10  |  |

| Live in Rio – Extras |                     |         |  |
| N.º                  | Título              | Duração |  |
| 1.                   | "RBD News"          | 19:52   |  |
| 2.                   | "Eu Sou RBD"        | 0:27    |  |
| 3.                   | "Por Trás do Palco" | 14:52   |  |

## Desempenho comercial

### Tabelas semanais
| Tabela musical (2007)              | Melhor posição |
| ---------------------------------- | -------------- |
| Brasil (DVD - TOP 20 Semanal ABPD) | 1              |
| Espanha (PROMUSICAE)               | 34             |

| Tabela musical (2008)          | Melhor posição |
| ------------------------------ | -------------- |
| Argentina (Top 20 DVD Musical) | 14             |

| Tabela musical (2007)    | Posição |
| ------------------------ | ------- |
| Brasil Pro-Música Brasil | 14      |
| Espanha (PROMUSICAE)     | 4       |

| Região                                         | Certificação | Vendas  |
| ---------------------------------------------- | ------------ | ------- |
| México (AMPROFON)                              | Ouro         | 20,000^ |
| ^distribuições baseadas apenas na certificação |              |         |

## Histórico de lançamento
| País/Região    | Data                   | Formato              | Gravadora |
| -------------- | ---------------------- | -------------------- | --------- |
| Brasil         | 2 de fevereiro de 2007 | DVD Download digital | EMI       |
| Estados Unidos | 20 de março de 2007    | DVD Download digital | EMI       |
| México         | 20 de março de 2007    | DVD Download digital | EMI       |

## Créditos
CLista-se abaixo os profissionais envolvidos na elaboração do DVD de Live in Rio, de acordo com o encarte do álbum:
Local de gravação
- Estádio do Maracanã (Rio de Janeiro, Brasil)

Vocais
- RBD: vocais principais

Músicos
| - Güido Laris: baixo, violões, direção musical, direção vocal - Gonzalo Velázquez: violões, guitarra - Carlos María "Charly" Rey: vocais de apoio, violões, guitarra | - Mauricio Soto "Bicho": bateria, percussão - Luis Emilio Arreaza "Catire": bateria, percussão - Eduardo "Eddy" Tellez: teclado |

Produção
- Luis Luisillo Miguel: produção associada
- Luciane Ribeiro: design, programação visual
- Paulo Pelá: design, programação visual
- Santiago Ferraz: autoria de DVD, fotografia principal
- Pedro Damián: produção executivo
- Marcos Hermes: design gráfico, fotografia
- Adriana Trigona: design gráfico
- Carolina Palomo Ramos: coordenação de produção